# Alfa-toxin Clostridium perfringens
Alfa-toxin je tvořený anaerobní bakterií Clostridium perfringens. V infikované tkáni je zodpovědný za plynovou gangrénu (gas gangrene) neboli také plynatou sněť. Toxin má hemolytickou aktivitu. Alfa-toxin je klíčovým mediátorem plynové gangrény, což je život ohrožující infekce, která se projevuje horečkou, bolestí, otokem, myonekrózou a tvorbou plynu.